# Mimela fruhstorferi
Mimela fruhstorferi är en skalbaggsart som beskrevs av Ohaus 1902. Mimela fruhstorferi ingår i släktet Mimela och familjen Rutelidae. Inga underarter finns listade i Catalogue of Life.